# Graptopetalum paraguayense

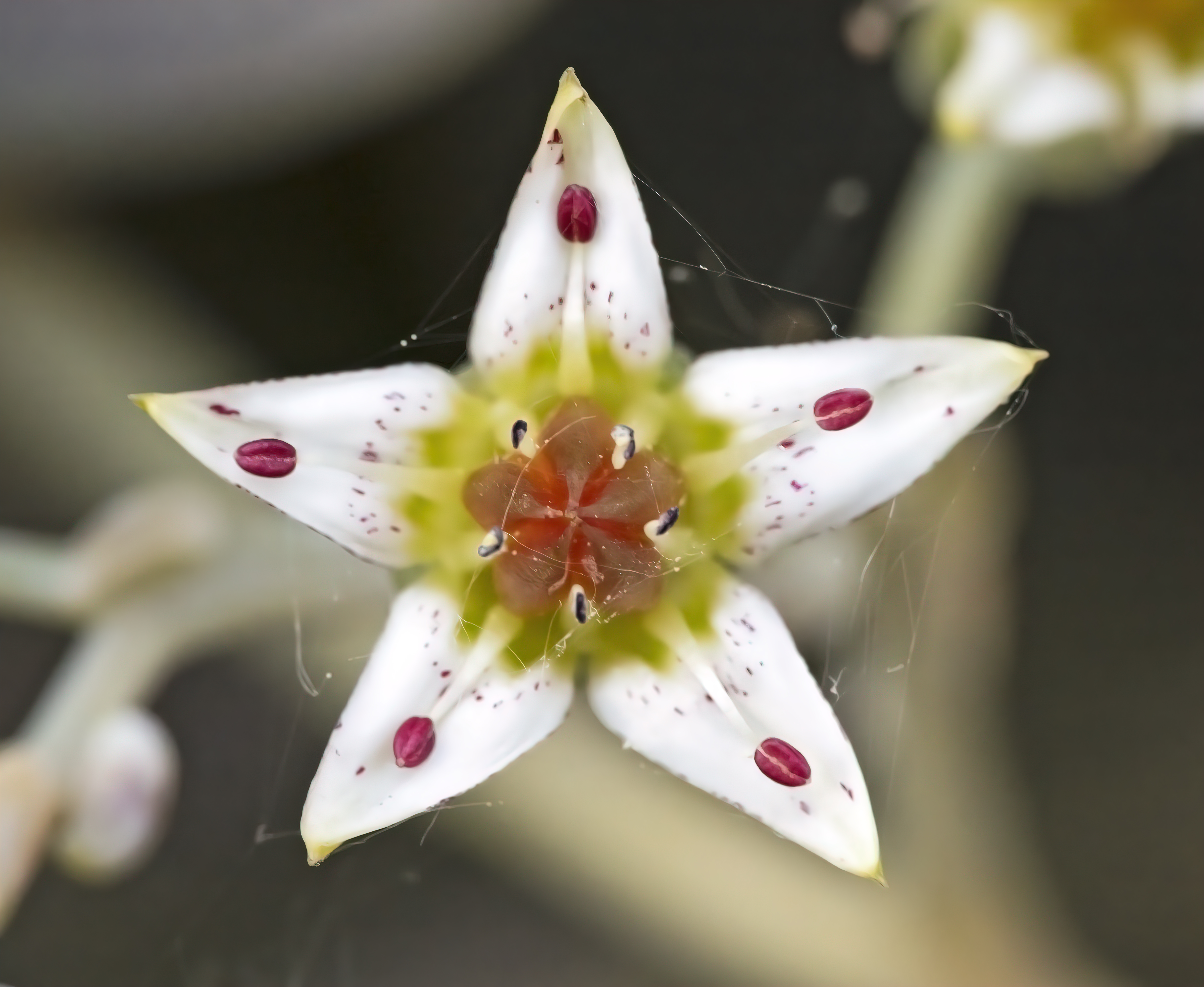
Bông hoa.

Graptopetalum paraguayense là một loài thực vật có hoa trong họ Crassulaceae. Loài này được (N.E.Br.) E.Walther miêu tả khoa học đầu tiên năm 1938.
Đây là loài bản địa Tamaulipas, Mexico. Cây có tập tính mọc lan và vươn cao tới 20 cm, rộng 60 cm. Bề ngoài của chúng có thể khác nhau tùy thuộc vào đất và độ phơi sáng.